# 王后阁
王后阁（pavillon de la Reine）是一处法式府邸，位于巴黎第三区的孚日广场28号
它位于广场北侧，介于 Hôtel de l'Escalopier 与埃斯皮努瓦府邸之间,正对着广场南侧的国王阁。底楼有三个拱门，将孚日广场和贝阿恩街连接起来。

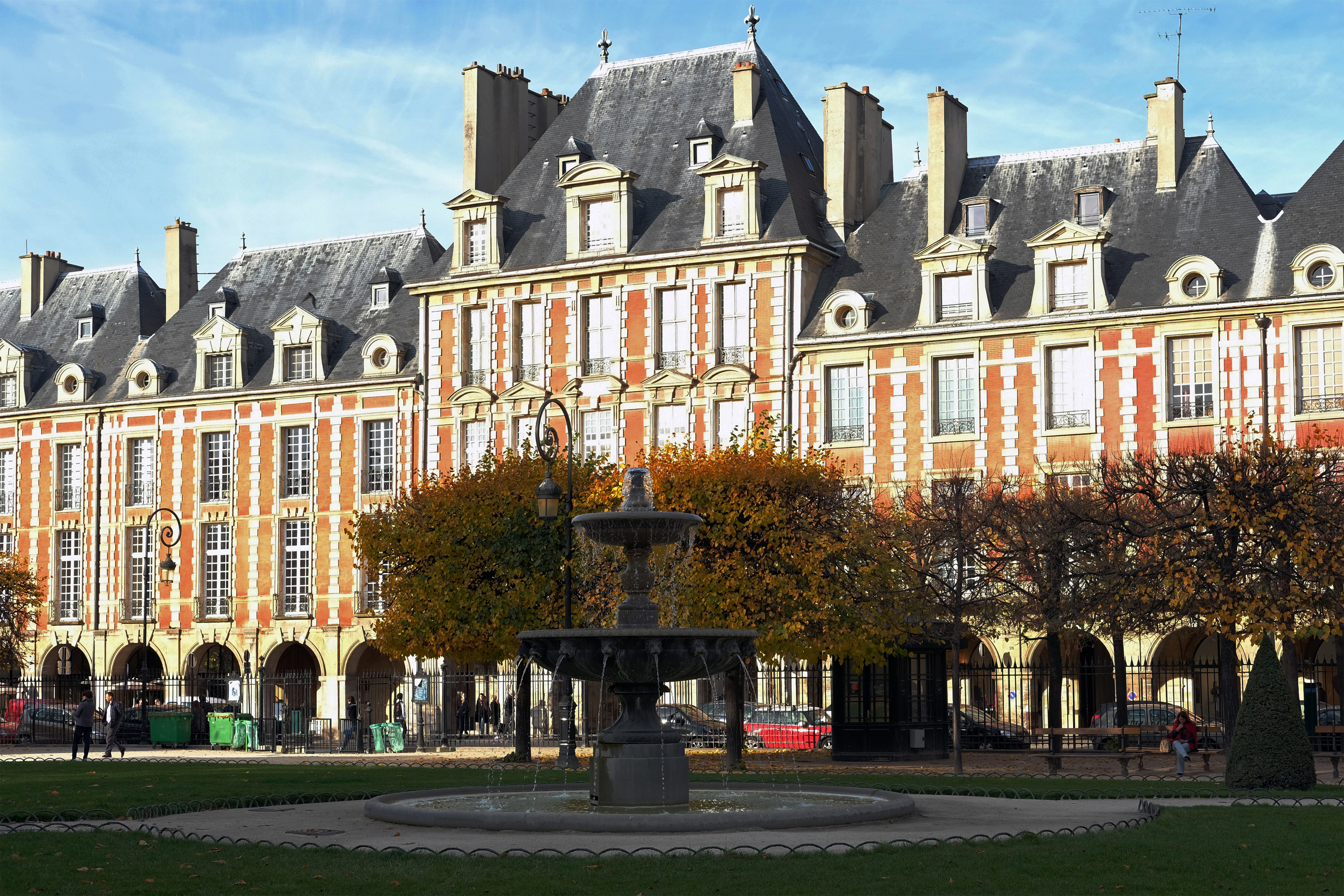
王后阁

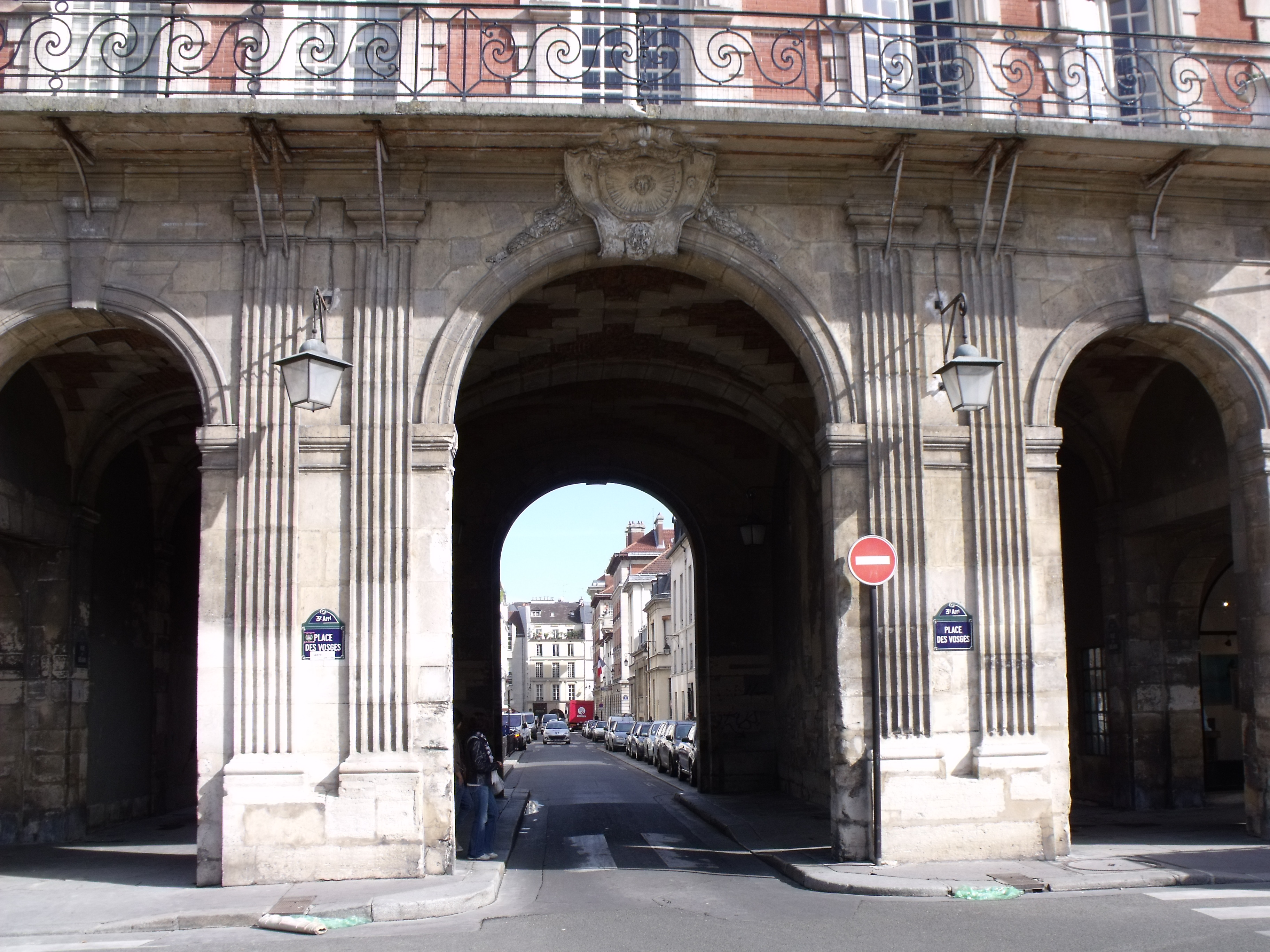
拱门

该建筑为法国17世纪初的建筑风格，立面使用红砖和石头形成对比。窗户的节奏受到文艺复兴风格的启发，高坡屋顶，设有有高烟囱，是对晚期哥特式风格的回忆。

## 历史

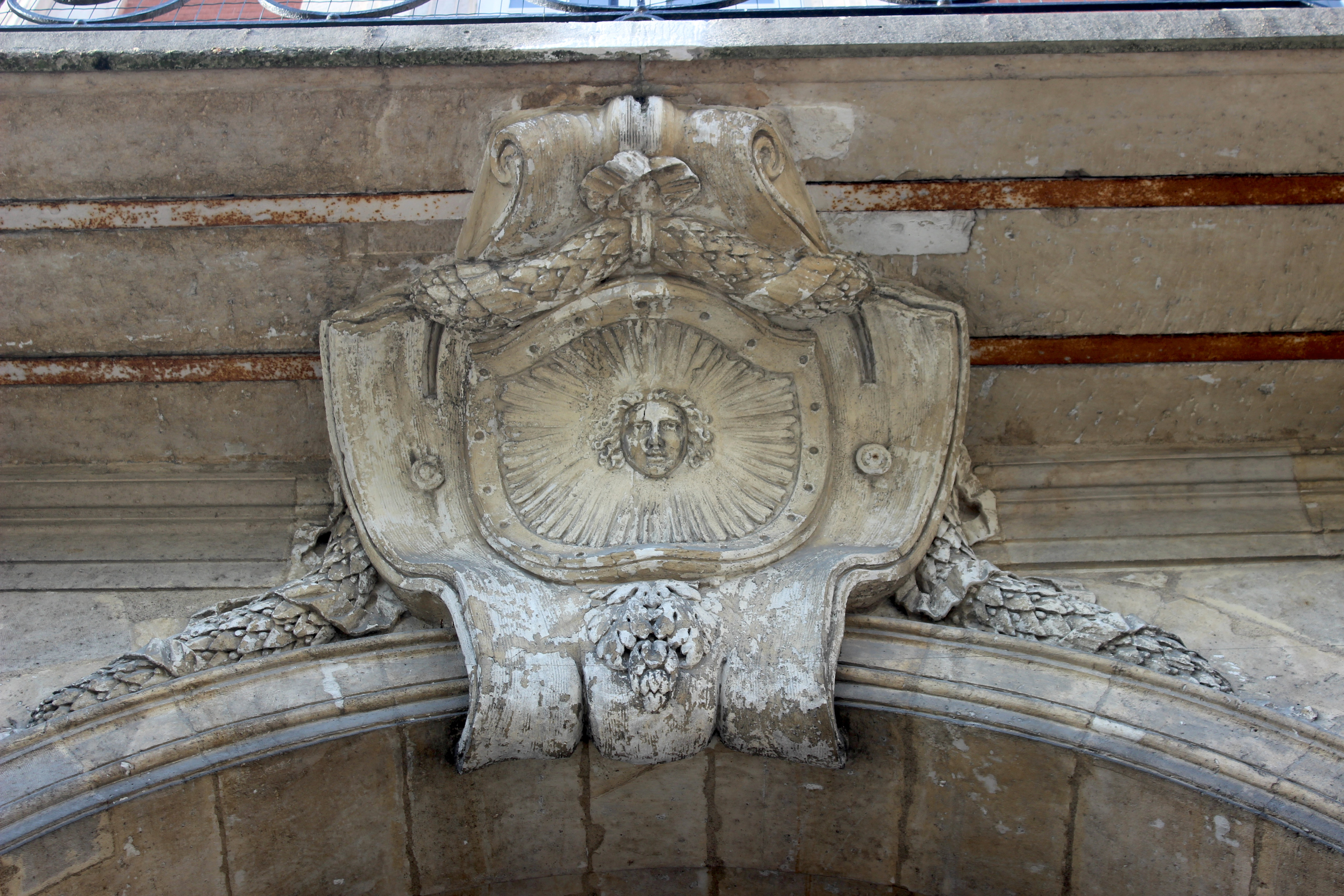
美第奇太阳

该建筑建于1605-1608年，经费来自法国盐税。它与国王阁对称，仅在细节上有所区别，中央拱廊上方有太阳标志，是美第奇家族的象征。 
1984年，该建筑与埃斯皮努瓦府邸一同列为法国历史遗迹。.